# Club Deportivo Talleres (Metán)
El Club Deportivo Talleres es un club de fútbol argentino de la ciudad de San José de Metán en la Provincia de Salta, que fue fundado el 10 de julio de 1931, y fue refundado el 10 de julio de 1932. 
Su disciplina más destacada es el fútbol masculino, a nivel local, pertenece a la Liga Metanense de Fútbol, siendo el club más ganador del torneo, obteniendo el título de campeón en siete ocasiones, siendo el año 2023 la última vez que logro éste título. En ocasiones disputó el Torneo Regional Federal Amateur, y anteriormente el Torneo del Interior.
Al no poseer estadio propio, suele hacer de local en el Estadio Raúl Pastor Moya de capacidad para aproximadamente 3000 espectadores, donde se realizan todos los partidos de la Liga Metanense y los partidos del Torneo Regional Federal Amateur cuando el campeón vigente representa a la liga local en dicho torneo.
El club tiene su sede en las cercanías de la estación del ferrocarril en Metán, lugar que llevaría a relacionar, al igual que otros clubes homónimos del país, al club con los talleres del ferrocarril argentino que eran comunes en aquellos años. Sus colores, presentes en el escudo oficial, son el amarillo y el negro.

## Historia
El Club Deportivo Talleres fue fundado el 10 de julio de 1931 en la ciudad de San José de Metán, provincia de Salta. Un año después, el club fue refundado, el mismo día, el 10 de julio. La sede del club se encuentra en el barrio San Martín, en la intersección del pasaje León XIII y la calle Batalla de Maipú, cerca de la estación del ferrocarril de Metán. Esta proximidad, al igual que en otros clubes homónimos del país, vinculó al club con los talleres del ferrocarril argentino, que eran comunes en esa época.
Talleres es uno de los clubes más antiguos de la ciudad y, junto con otros clubes locales como Central Norte, San José y Libertad, fue uno de los fundadores de la Liga Metanense de Fútbol. Dicha liga fue constituida el 11 de abril de 1932, obteniendo su personalidad jurídica ese mismo año.
El club es el equipo más laureado de su liga local, habiendo conquistado el campeonato en siete ocasiones, en los años 1957, 2002, 2007, 2009, 2013, 2021 y, más recientemente, en 2023.

### Símbolos del Club

#### Escudos
|               |
| 1931-presente |

|      |
| 2018 |

## Jugadores

### Plantel 2024
- Actualizado el 7 de noviembre de 2024

### Goleadores Históricos enTDIyTRFA
| Farías, Cristian Gabriel    | 14 |
| Huerta, Cristian Ezequiel   | 6  |
| Gómez, Rolando Ismael       | 4  |
| Vicente, Ernesto Manuel     | 4  |
| Teseyra, Alfredo Emanuel    | 4  |
| Navarro, Álvaro Ignacio     | 3  |
| Cisnero, Esteban Nicolás    | 2  |
| Rojas, Yonatan Leandro      | 2  |
| Herrera, Fernando Matías    | 2  |
| Jugadores con más de un gol |    |

## Participaciones en Torneos Destacados

### Torneos Nacionales
| \| \| Club \| Provincia \| Ciudad \| PJ \| PG \| PE \| PP \| GF \| GC \| Dif PJ \| Liga de origen \| \| \| ------------------------------- \| ------------ \| ---------------------- \| -- \| -- \| -- \| -- \| -- \| -- \| ------ \| ------------------------ \| \| \| Altos Hornos Zapla \| Jujuy \| Palpalá \| 2 \| 1 \| 0 \| 1 \| 2 \| 2 \| 0 \| Liga Jujeña de Fútbol \| \| \| Atlético Famaillá \| Tucumán \| Famaillá \| 2 \| 0 \| 1 \| 1 \| 3 \| 5 \| -1 \| Liga Tucumana de Fútbol \| \| \| Atlético Vialidad \| Salta \| Rosario de la Frontera \| 2 \| 1 \| 0 \| 1 \| 6 \| 2 \| 0 \| Liga de Fútbol de R.d.F. \| \| \| Barrio Obrero \| Salta \| Joaquín V. González \| 2 \| 1 \| 1 \| 0 \| 5 \| 2 \| +1 \| Liga Anteña de Fútbol \| \| \| Camioneros Argentinos del Norte \| Salta \| Salta \| 2 \| 2 \| 0 \| 0 \| 5 \| 1 \| +2 \| Liga Salteña de Fútbol \| \| \| Deportivo Avellaneda \| Salta \| S.J. de Metán \| 2 \| 0 \| 2 \| 0 \| 1 \| 1 \| 0 \| Liga Metanense de Fútbol \| \| \| Deportivo El Galpón \| Salta \| El Galpón \| 2 \| 0 \| 2 \| 0 \| 3 \| 3 \| 0 \| Liga Metanense de Fútbol \| \| \| Deportivo Taco Pozo \| Chaco \| Taco Pozo \| 2 \| 0 \| 1 \| 1 \| 2 \| 5 \| -1 \| Liga Anteña de Fútbol \| \| \| Deportivo Y.P.F. \| Salta \| Joaquín V. González \| 2 \| 1 \| 0 \| 1 \| 2 \| 1 \| 0 \| Liga Anteña de Fútbol \| \| \| General Belgrano \| Salta \| Rosario de la Frontera \| 4 \| 2 \| 1 \| 1 \| 8 \| 4 \| +1 \| Liga de Fútbol de R.d.F. \| \| \| Güemes \| Salta \| Rosario de la Frontera \| 2 \| 2 \| 0 \| 0 \| 2 \| 0 \| +2 \| Liga de Fútbol de R.d.F. \| \| \| Hispano Argentino \| Salta \| Rosario de la Frontera \| 2 \| 1 \| 0 \| 1 \| 2 \| 3 \| 0 \| Liga de Fútbol de R.d.F. \| \| \| Normal Rosarino \| Salta \| Rosario de la Frontera \| 2 \| 1 \| 1 \| 0 \| 6 \| 2 \| +2 \| Liga de Fútbol de R.d.F. \| \| \| Río Dorado \| Salta \| Apolinario Saravia \| 2 \| 1 \| 0 \| 1 \| 1 \| 1 \| 0 \| Liga Anteña de Fútbol \| \| \| San Antonio \| Salta \| Joaquín V. González \| 2 \| 2 \| 0 \| 0 \| 7 \| 1 \| +2 \| Liga Anteña de Fútbol \| \| \| San Pablo \| Tucumán \| Ingenio San Pablo \| 2 \| 2 \| 0 \| 0 \| 5 \| 1 \| +2 \| Liga Tucumana de Fútbol \| \| \| San Ramón \| Salta \| Rosario de la Frontera \| 2 \| 1 \| 0 \| 1 \| 2 \| 2 \| 0 \| Liga de Fútbol de R.d.F \| \| \| Unión del Norte \| Tucumán \| Burruyacú \| 2 \| 0 \| 1 \| 1 \| 3 \| 4 \| -1 \| Liga Tucumana de Fútbol \| \| \| Unión Güemes \| Salta \| General Güemes \| 2 \| 0 \| 0 \| 2 \| 0 \| 3 \| -2 \| Liga Güemense de Fútbol \| \| \| Villa San Antonio \| Salta \| Salta \| 4 \| 2 \| 2 \| 0 \| 6 \| 1 \| +2 \| Liga Salteña de Fútbol \| \| \| TOTAL \| 4 Provincias \| 12 Ciudades \| 44 \| 21 \| 11 \| 12 \| 70 \| 44 \| +9 \| 7 Ligas Regionales \| Contiene datos de Torneo Argentino C, y Torneo Regional Federal Amateur. Actualizado hasta la edición 2024 |                                 |              |                        |    |    |    |    |    |    |        |                          |
| | Club                            | Provincia    | Ciudad                 | PJ | PG | PE | PP | GF | GC | Dif PJ | Liga de origen           |
| | Altos Hornos Zapla              | Jujuy        | Palpalá                | 2  | 1  | 0  | 1  | 2  | 2  | 0      | Liga Jujeña de Fútbol    |
| | Atlético Famaillá               | Tucumán      | Famaillá               | 2  | 0  | 1  | 1  | 3  | 5  | -1     | Liga Tucumana de Fútbol  |
| | Atlético Vialidad               | Salta        | Rosario de la Frontera | 2  | 1  | 0  | 1  | 6  | 2  | 0      | Liga de Fútbol de R.d.F. |
| | Barrio Obrero                   | Salta        | Joaquín V. González    | 2  | 1  | 1  | 0  | 5  | 2  | +1     | Liga Anteña de Fútbol    |
| | Camioneros Argentinos del Norte | Salta        | Salta                  | 2  | 2  | 0  | 0  | 5  | 1  | +2     | Liga Salteña de Fútbol   |
| | Deportivo Avellaneda            | Salta        | S.J. de Metán          | 2  | 0  | 2  | 0  | 1  | 1  | 0      | Liga Metanense de Fútbol |
| | Deportivo El Galpón             | Salta        | El Galpón              | 2  | 0  | 2  | 0  | 3  | 3  | 0      | Liga Metanense de Fútbol |
| | Deportivo Taco Pozo             | Chaco        | Taco Pozo              | 2  | 0  | 1  | 1  | 2  | 5  | -1     | Liga Anteña de Fútbol    |
| | Deportivo Y.P.F.                | Salta        | Joaquín V. González    | 2  | 1  | 0  | 1  | 2  | 1  | 0      | Liga Anteña de Fútbol    |
| | General Belgrano                | Salta        | Rosario de la Frontera | 4  | 2  | 1  | 1  | 8  | 4  | +1     | Liga de Fútbol de R.d.F. |
| | Güemes                          | Salta        | Rosario de la Frontera | 2  | 2  | 0  | 0  | 2  | 0  | +2     | Liga de Fútbol de R.d.F. |
| | Hispano Argentino               | Salta        | Rosario de la Frontera | 2  | 1  | 0  | 1  | 2  | 3  | 0      | Liga de Fútbol de R.d.F. |
| | Normal Rosarino                 | Salta        | Rosario de la Frontera | 2  | 1  | 1  | 0  | 6  | 2  | +2     | Liga de Fútbol de R.d.F. |
| | Río Dorado                      | Salta        | Apolinario Saravia     | 2  | 1  | 0  | 1  | 1  | 1  | 0      | Liga Anteña de Fútbol    |
| | San Antonio                     | Salta        | Joaquín V. González    | 2  | 2  | 0  | 0  | 7  | 1  | +2     | Liga Anteña de Fútbol    |
| | San Pablo                       | Tucumán      | Ingenio San Pablo      | 2  | 2  | 0  | 0  | 5  | 1  | +2     | Liga Tucumana de Fútbol  |
| | San Ramón                       | Salta        | Rosario de la Frontera | 2  | 1  | 0  | 1  | 2  | 2  | 0      | Liga de Fútbol de R.d.F  |
| | Unión del Norte                 | Tucumán      | Burruyacú              | 2  | 0  | 1  | 1  | 3  | 4  | -1     | Liga Tucumana de Fútbol  |
| | Unión Güemes                    | Salta        | General Güemes         | 2  | 0  | 0  | 2  | 0  | 3  | -2     | Liga Güemense de Fútbol  |
| | Villa San Antonio               | Salta        | Salta                  | 4  | 2  | 2  | 0  | 6  | 1  | +2     | Liga Salteña de Fútbol   |
| | TOTAL                           | 4 Provincias | 12 Ciudades            | 44 | 21 | 11 | 12 | 70 | 44 | +9     | 7 Ligas Regionales       |

#### Torneo del Interior 2008

##### Primera Fase, Zona 9
| #   | Equipos                                           | PJ | PG | PE | PP | GF | GC | Dif. | Puntos |
| --- | ------------------------------------------------- | -- | -- | -- | -- | -- | -- | ---- | ------ |
| 1.º | Club Deportivo Talleres                           | 6  | 3  | 1  | 2  | 8  | 6  | 2    | 10     |
| 2.º | Club Deportivo Taco Pozo (Taco Pozo)              | 6  | 2  | 3  | 1  | 9  | 7  | 2    | 9      |
| 3.º | Club Deportivo Rio Dorado (Apolinario Saravia)    | 6  | 2  | 2  | 2  | 7  | 6  | 1    | 8      |
| 4.º | Club Sportivo Ferrocarril General Belgrano (RdlF) | 6  | 1  | 2  | 3  | 8  | 13 | -5   | 5      |

| Resultados Zona 9                                               | Resultados Zona 9               | Resultados Zona 9 | Resultados Zona 9               |
| Fecha 1                                                         | Fecha 1                         | Fecha 1           | Fecha 1                         |
| Fecha                                                           | Local                           | Marcador          | Visitante                       |
| --------------------------------------------------------------- | ------------------------------- | ----------------- | ------------------------------- |
| 20-1-2008                                                       | Deportivo Taco Pozo             | 0-0               | Rio Dorado (Apolinario Saravia) |
| 20-1-2008                                                       | Talleres                        | 2-0               | General Belgrano (RdlF)         |
|                                                                 |                                 |                   |                                 |
| Fecha 2                                                         |                                 |                   |                                 |
| Fecha                                                           | Local                           | Marcador          | Visitante                       |
| 27-1-2008                                                       | General Belgrano (RdlF)         | 3-3               | Deportivo Taco Pozo             |
| 27-1-2008                                                       | Rio Dorado (Apolinario Saravia) | 1-0               | Talleres                        |
|                                                                 |                                 |                   |                                 |
| Fecha 3                                                         |                                 |                   |                                 |
| Fecha                                                           | Local                           | Marcador          | Visitante                       |
| 3-2-2008                                                        | General Belgrano (RdlF)         | 3-2               | Rio Dorado (Apolinario Saravia) |
| 3-2-2008                                                        | Deportivo Taco Pozo             | 3-0               | Talleres                        |
|                                                                 |                                 |                   |                                 |
| Fecha 4                                                         |                                 |                   |                                 |
| Fecha                                                           | Local                           | Marcador          | Visitante                       |
| 10-2-2008                                                       | General Belgrano (RdlF)         | 0-3               | Talleres                        |
| 10-2-2008                                                       | Rio Dorado (Apolinario Saravia) | 2-0               | Deportivo Taco Pozo             |
|                                                                 |                                 |                   |                                 |
| Fecha 5                                                         |                                 |                   |                                 |
| Fecha                                                           | Local                           | Marcador          | Visitante                       |
| 17-2-2008                                                       | Taco Pozo                       | 1-0               | General Belgrano (RdlF)         |
| 17-2-2008                                                       | Talleres                        | 1-0               | Rio Dorado (Apolinario Saravia) |
|                                                                 |                                 |                   |                                 |
| Fecha 6                                                         |                                 |                   |                                 |
| Fecha                                                           | Local                           | Marcador          | Visitante                       |
| 24-2-2008                                                       | Talleres                        | 2-2               | Deportivo Taco Pozo             |
| 24-2-2008                                                       | Rio Dorado (Apolinario Saravia) | 2-2               | General Belgrano (RdlF)         |
|                                                                 |                                 |                   |                                 |
| Clasificados a la segunda etapa: Talleres y Deportivo Taco Pozo |                                 |                   |                                 |

| Local - Ida                      | Global      | Local - Vuelta          | Ida   | Vuelta |
| -------------------------------- | ----------- | ----------------------- | ----- | ------ |
| Club Deportivo Villa San Antonio | 2 (5)-(3) 2 | Club Deportivo Talleres | 0 - 0 | 2 - 2  |

### Torneo del Interior 2010

#### Fase de grupos, Zona 23
| #   | Equipos                                           | PJ | PG | PE | PP | GF | GC | Dif. | Puntos |
| --- | ------------------------------------------------- | -- | -- | -- | -- | -- | -- | ---- | ------ |
| 1.º | Club Sportivo Ferrocarril General Belgrano (RdlF) | 6  | 3  | 2  | 1  | 13 | 8  | 5    | 11     |
| 2.º | Club Atlético Unión Güemes (Güemes)               | 6  | 3  | 2  | 1  | 9  | 8  | 1    | 11     |
| 3.º | Centro Social Cultural y Atlético Vialidad (RdlF) | 6  | 2  | 1  | 3  | 9  | 13 | -4   | 7      |
| 4.º | Club Deportivo Talleres                           | 6  | 1  | 1  | 4  | 8  | 10 | -2   | 4      |

| Resultados Zona 23                                               | Resultados Zona 23      | Resultados Zona 23 | Resultados Zona 23      |
| Fecha 1                                                          | Fecha 1                 | Fecha 1            | Fecha 1                 |
| Fecha                                                            | Local                   | Marcador           | Visitante               |
| ---------------------------------------------------------------- | ----------------------- | ------------------ | ----------------------- |
| 17-1-2010                                                        | Talleres                | 0-2                | Unión Güemes            |
| 17-1-2010                                                        | Vialidad (RdlF)         | 1-0                | General Belgrano (RdlF) |
|                                                                  |                         |                    |                         |
| Fecha 2                                                          |                         |                    |                         |
| Fecha                                                            | Local                   | Marcador           | Visitante               |
| 24-1-2010                                                        | General Belgrano (RdlF) | 3-2                | Talleres                |
| 24-1-2010                                                        | Unión Güemes            | 2-2                | Vialidad (RdlF)         |
|                                                                  |                         |                    |                         |
| Fecha 3                                                          |                         |                    |                         |
| Fecha                                                            | Local                   | Marcador           | Visitante               |
| 31-1-2010                                                        | Vialidad (RdlF)         | 2-1                | Talleres                |
| 31-1-2010                                                        | Unión Güemes            | 2-2                | General Belgrano (RdlF) |
|                                                                  |                         |                    |                         |
| Fecha 4                                                          |                         |                    |                         |
| Fecha                                                            | Local                   | Marcador           | Visitante               |
| 7-2-2010                                                         | General Belgrano (RdlF) | 4-2                | Vialidad (RdlF)         |
| 7-2-2010                                                         | Unión Güemes            | 1-0                | Talleres                |
|                                                                  |                         |                    |                         |
| Fecha 5                                                          |                         |                    |                         |
| Fecha                                                            | Local                   | Marcador           | Visitante               |
| 14-2-2010                                                        | Talleres                | 1-1                | General Belgrano (RdlF) |
| 14-2-2010                                                        | Vialidad (RdlF)         | 1-2                | Unión Güemes            |
|                                                                  |                         |                    |                         |
| Fecha 6                                                          |                         |                    |                         |
| Fecha                                                            | Local                   | Marcador           | Visitante               |
| 21-2-2010                                                        | Talleres                | 4-1                | Vialidad (RdlF)         |
| 21-2-2010                                                        | General Belgrano (RdlF) | 3-0                | Unión Güemes            |
|                                                                  |                         |                    |                         |
| Clasificados a la segunda etapa: General Belgrano y Unión Güemes |                         |                    |                         |

### Torneo del Interior 2014

#### Fase de grupos, Zona 82
| #   | Equipos                                                | PJ | PG | PE | PP | GF | GC | Dif. | Puntos |
| --- | ------------------------------------------------------ | -- | -- | -- | -- | -- | -- | ---- | ------ |
| 1.º | Centro Vecinal Marco Avellaneda (Metán)                | 6  | 2  | 2  | 2  | 11 | 8  | 3    | 8      |
| 2.º | Asociación Social y Deportiva Hispano Argentino (RdlF) | 6  | 2  | 2  | 2  | 8  | 8  | 0    | 8      |
| 3.º | Club Deportivo Talleres                                | 6  | 2  | 2  | 2  | 5  | 6  | -1   | 8      |
| 4.º | Club San Ramón (RdlF)                                  | 6  | 2  | 2  | 2  | 8  | 10 | -2   | 8      |

| Resultados Zona 82 | Resultados Zona 82       | Resultados Zona 82 | Resultados Zona 82                       |
| Fecha 1 | Fecha 1                  | Fecha 1            | Fecha 1                                  |
| Fecha | Local                    | Marcador           | Visitante                                |
| --- | ------------------------ | ------------------ | ---------------------------------------- |
| 26-1-2014 | Hispano Argentino (RdlF) | 1-1                | San Ramón (RdlF)                         |
| 26-1-2014 | Marco Avellaneda         | 0-0                | Talleres                                 |
| |                          |                    |                                          |
| Fecha 2 |                          |                    |                                          |
| Fecha | Local                    | Marcador           | Visitante                                |
| 2-2-2014 | Talleres                 | 1-0                | Hispano Argentino (RdlF)                 |
| 2-2-2014 | San Ramón (RdlF)         | 3-2                | Marco Avellaneda                         |
| |                          |                    |                                          |
| Fecha 3 |                          |                    |                                          |
| Fecha | Local                    | Marcador           | Visitante                                |
| 9-2-2014 | Hispano Argentino (RdlF) | 1-0                | Marco Avellaneda                         |
| 9-2-2014 | Talleres                 | 2-1                | San Ramon (RdlF)                         |
| |                          |                    |                                          |
| Fecha 4 |                          |                    |                                          |
| Fecha | Local                    | Marcador           | Visitante                                |
| 16-2-2014 | San Ramón (RdlF)         | 1-1                | Hispano Argentino (RdlF)San Ramón (RdlF) |
| 16-2-2014 | Talleres                 | 1-1                | Marco Avellaneda                         |
| |                          |                    |                                          |
| Fecha 5 |                          |                    |                                          |
| Fecha | Local                    | Marcador           | Visitante                                |
| 23-2-2014 | Hispano Argentino (RdlF) | 3-1                | Talleres                                 |
| 23-2-2014 | Marco Avellaneda         | 4-1                | San Ramón (RdlF)                         |
| |                          |                    |                                          |
| Fecha 6 |                          |                    |                                          |
| Fecha | Local                    | Marcador           | Visitante                                |
| 2-3-2014 | Marco Avellaneda         | 4-2                | Hispano Argentino (RdlF)                 |
| 2-3-2014 | San Ramón (RdlF)         | 1-0                | Talleres                                 |
| |                          |                    |                                          |
| Clasificados a la Primera Fase Eliminatoria: Hispano Argentino, Marco Avellaneda y Talleres (como uno de los mejores terceros). |                          |                    |                                          |

| Local - Ida            | Global | Local - Vuelta          | Ida   | Vuelta |
| ---------------------- | ------ | ----------------------- | ----- | ------ |
| Club Atlético Famaillá | 5 - 3  | Club Deportivo Talleres | 1 - 1 | 4 - 2  |

### Torneo Regional Federal Amateur 2021-22

#### Fase de grupos, Región Norte, Zona 7
| #   | Equipos                                                | PJ | PG | PE | PP | GF | GC | Dif. | Puntos |
| --- | ------------------------------------------------------ | -- | -- | -- | -- | -- | -- | ---- | ------ |
| 1.º | Club Deportivo Talleres                                | 6  | 3  | 3  | 0  | 16 | 5  | 11   | 12     |
| 2.º | Club Social y Cultural Atlético Normal Rosarino (RdlF) | 6  | 1  | 4  | 1  | 7  | 10 | -3   | 7      |
| 3.º | Club Deportivo El Galpón (El Galpón)                   | 6  | 0  | 5  | 1  | 5  | 7  | -2   | 5      |
| 4.º | Club Atlético Barrio Obrero (JVG)                      | 6  | 1  | 2  | 3  | 8  | 14 | -6   | 5      |

|  |

| Resultados Zona 7, Región Norte                              | Resultados Zona 7, Región Norte | Resultados Zona 7, Región Norte | Resultados Zona 7, Región Norte |
| Fecha 1                                                      | Fecha 1                         | Fecha 1                         | Fecha 1                         |
| Fecha                                                        | Local                           | Marcador                        | Visitante                       |
| ------------------------------------------------------------ | ------------------------------- | ------------------------------- | ------------------------------- |
| 21-11-2021                                                   | Talleres                        | 2-2                             | Deportivo El Galpón             |
| 21-11-2021                                                   | Barrio Obrero (JVG)             | 3-3                             | Normal Rosarino (RdlF)          |
|                                                              |                                 |                                 |                                 |
| Fecha 2                                                      |                                 |                                 |                                 |
| Fecha                                                        | Local                           | Marcador                        | Visitante                       |
| 24-11-2021                                                   | Normal Rosarino (RdlF)          | 2-2                             | Talleres                        |
| 24-11-2021                                                   | Deportivo El Galpón             | 2-2                             | Barrio Obrero (JVG)             |
|                                                              |                                 |                                 |                                 |
| Fecha 3                                                      |                                 |                                 |                                 |
| Fecha                                                        | Local                           | Marcador                        | Visitante                       |
| 28-11-2021                                                   | Talleres                        | 3-0                             | Barrio Obrero (JVG)             |
| 28-11-2021                                                   | Normal Rosarino (RdlF)          | 0-0                             | Deportivo El Galpón             |
|                                                              |                                 |                                 |                                 |
| Fecha 4                                                      |                                 |                                 |                                 |
| Fecha                                                        | Local                           | Marcador                        | Visitante                       |
| 4-12-2021                                                    | Deportivo El Galpón             | 1-1                             | Talleres                        |
| 4-12-2021                                                    | Normal Rosarino (RdlF)          | 2-1                             | Barrio Obrero (JVG)             |
|                                                              |                                 |                                 |                                 |
| Fecha 5                                                      |                                 |                                 |                                 |
| Fecha                                                        | Local                           | Marcador                        | Visitante                       |
| 7-12-2021                                                    | Talleres                        | 4-0                             | Normal Rosarino (RdlF)          |
| 7-12-2021                                                    | Barrio Obrero (JVG)             | 2-0                             | Deportivo El Galpón             |
|                                                              |                                 |                                 |                                 |
| Fecha 6                                                      |                                 |                                 |                                 |
| Fecha                                                        | Local                           | Marcador                        | Visitante                       |
| 12-12-2021                                                   | Talleres                        | 2-2                             | Barrio Obrero (JVG)             |
| 12-12-2021                                                   | Deportivo El Galpón             | 1-3                             | Normal Rosarino (RdlF)          |
|                                                              |                                 |                                 |                                 |
| Clasificados a la Segunda Ronda: Talleres y Normal Rosarino. |                                 |                                 |                                 |

| Local - Ida                   | Global | Local - Vuelta          | Ida   | Vuelta |
| ----------------------------- | ------ | ----------------------- | ----- | ------ |
| Club Sportivo Unión Del Norte | 4 - 3  | Club Deportivo Talleres | 3 - 2 | 1 - 1  |

### Torneo Regional Federal Amateur 2023-24

#### Fase de grupos, Región Norte, Zona 8
| #   | Equipos                                                 | PJ | PG | PE | PP | GF | GC | Dif. | Puntos |
| --- | ------------------------------------------------------- | -- | -- | -- | -- | -- | -- | ---- | ------ |
| 1.º | Club Deportivo Talleres                                 | 6  | 5  | 0  | 1  | 9  | 1  | 8    | 15     |
| 2.º | Centro Social Cultural y Atlético General Güemes (RdlF) | 6  | 3  | 1  | 2  | 11 | 4  | 7    | 10     |
| 3.º | Club Social y Deportivo YPF (JVG)                       | 6  | 2  | 2  | 2  | 6  | 8  | -2   | 8      |
| 4.º | Club Deportivo Social y Cultural San Antonio (JVG)      | 6  | 0  | 1  | 5  | 2  | 15 | -13  | 1      |

|  |

| Resultados Zona 8, Región Norte                     | Resultados Zona 8, Región Norte | Resultados Zona 8, Región Norte | Resultados Zona 8, Región Norte |
| Fecha 1                                             | Fecha 1                         | Fecha 1                         | Fecha 1                         |
| Fecha                                               | Local                           | Marcador                        | Visitante                       |
| --------------------------------------------------- | ------------------------------- | ------------------------------- | ------------------------------- |
| 29-9-2023                                           | Talleres                        | 1-0                             | Güemes (RdlF)                   |
| 29-9-2023                                           | San Antonio (JVG)               | 0-3                             | Deportivo YPF (JVG)             |
|                                                     |                                 |                                 |                                 |
| Fecha 2                                             |                                 |                                 |                                 |
| Fecha                                               | Local                           | Marcador                        | Visitante                       |
| 5-11-2023                                           | Güemes (RdlF)                   | 2-1                             | San Antonio (JVG)               |
| 5-11-2023                                           | Deportivo YPF (JVG)             | 1-0                             | Talleres                        |
|                                                     |                                 |                                 |                                 |
| Fecha 3                                             |                                 |                                 |                                 |
| Fecha                                               | Local                           | Marcador                        | Visitante                       |
| 11-11-2023                                          | Deportivo YPF (JVG)             | 0-0                             | Güemes (RdlF)                   |
| 12-11-2023                                          | Talleres                        | 4-0                             | San Antonio (JVG)               |
|                                                     |                                 |                                 |                                 |
| Fecha 4                                             |                                 |                                 |                                 |
| Fecha                                               | Local                           | Marcador                        | Visitante                       |
| 26-11-2023                                          | Güemes (RdlF)                   | 0-1                             | Talleres                        |
| 26-11-2023                                          | Deportivo YPF (JVG)             | 1-1                             | San Antonio (JVG)               |
|                                                     |                                 |                                 |                                 |
| Fecha 5                                             |                                 |                                 |                                 |
| Fecha                                               | Local                           | Marcador                        | Visitante                       |
| 3-12-2023                                           | San Antonio (JVG)               | 0-1                             | Güemes (RdlF)                   |
| 3-12-2023                                           | Talleres                        | 2-0                             | Deportivo YPF (JVG)             |
|                                                     |                                 |                                 |                                 |
| Fecha 6                                             |                                 |                                 |                                 |
| Fecha                                               | Local                           | Marcador                        | Visitante                       |
| 10-12-2023                                          | Güemes (RdlF)                   | 5-1                             | Deportivo YPF (JVG)             |
| 10-12-2023                                          | San Antonio (JVG)               | 1-3                             | Talleres                        |
|                                                     |                                 |                                 |                                 |
| Clasificados a la Segunda Ronda: Talleres y Güemes. |                                 |                                 |                                 |

| Local - Ida                      | Global | Local - Vuelta          | Ida   | Vuelta |
| -------------------------------- | ------ | ----------------------- | ----- | ------ |
| Club Deportivo Villa San Antonio | 1 - 4  | Club Deportivo Talleres | 0 - 2 | 1 - 2  |

| Local - Ida             | Global | Local - Vuelta                       | Ida   | Vuelta |
| ----------------------- | ------ | ------------------------------------ | ----- | ------ |
| Club Deportivo Talleres | 5 - 1  | Club Camioneros Argentinos del Norte | 1 - 0 | 4 - 1  |

| Local - Ida             | Global | Local - Vuelta          | Ida   | Vuelta |
| ----------------------- | ------ | ----------------------- | ----- | ------ |
| Club Atlético San Pablo | 1 - 5  | Club Deportivo Talleres | 0 - 1 | 1 - 4  |

| Local - Ida             | Global        | Local - Vuelta     | Ida   | Vuelta |
| ----------------------- | ------------- | ------------------ | ----- | ------ |
| Club Deportivo Talleres | 2 (2) - (4) 2 | Altos Hornos Zapla | 2 - 1 | 0 - 1  |

### Torneos Provinciales

#### Copa Salta
| Copa Salta 2021 | Segunda Fase | 4  | 2 | 1 | 1 | 8  | 6  | 2  |
| Copa Salta 2022 | Segunda Fase | 4  | 2 | 1 | 1 | 4  | 2  | 2  |
| Copa Salta 2023 | Primera Fase | 2  | 0 | 0 | 2 | 1  | 8  | -7 |
| Copa Salta 2024 | Segunda Fase | 4  | 1 | 0 | 3 | 4  | 7  | -3 |
| Total           | Sin títulos  | 14 | 5 | 2 | 7 | 17 | 23 | -6 |

## Palmarés
| Competición                                  | Títulos                                   | Subcampeonatos |
| -------------------------------------------- | ----------------------------------------- | -------------- |
| Liga Metanense de Fútbol (7/1)               | 1957, 2002, 2007, 2009, 2013, 2022, 2023. | 2024.          |
| Zona Norte del Torneo Regional Amateur (0/1) |                                           | 2023-24.       |